# Harvard (Illinois)
Harvard je grad u američkoj saveznoj državi Ilinois. Prema popisu stanovništva iz 2010. u njemu je živjelo 9.447 stanovnika.